# Neal James Buckon

Wappen von Neal James Buckon

Neal James Buckon (* 3. September 1953 in Columbus) ist ein US-amerikanischer Priester und Weihbischof im US-amerikanischen Militärordinariat.

## Leben
Neal James Buckon empfing am 25. Mai 1995 die Priesterweihe. 
Papst Benedikt XVI. ernannte ihn am 3. Januar 2011 zum Weihbischof im US-amerikanischen Militärordinariat und Titularbischof von Vissalsa. Der Militärerzbischof der Vereinigten Staaten, Timothy Paul Andrew Broglio, weihte ihn am 22. Februar desselben Jahres zum Bischof; Mitkonsekratoren waren Richard Gerard Lennon, Bischof von Cleveland, und Anthony Michael Pilla, Altbischof von Cleveland.